# Mahmoud Torabinejad
Mahmoud Torabinejad (* 22. Dezember 1946 in Kashan) ist  Professor für Endodontie und Direktor des Advanced Specialty Education Programms für Endodontie an der Zahnmedizinischen Fakultät der Universität Loma Linda.

## Kindheit und Ausbildung
Torabinejad wurde in Kashan geboren. Er absolvierte 1971 die Tehran Dental School und studierte Endodontie an der University of Illinois.

## Berufliche Laufbahn
Torabinejad praktiziert als Zahnarzt und ist Forscher an der Loma Linda University. Darüber hinaus engagiert er sich im Mahmoud Torabinejad Clinical Research Center in Isfahan.
Er entwickelte Mineral Trioxid Aggregat, das bei der Reparatur von Zahnwurzelperforationen eingesetzt wird und eine künstliche Barriere bildet, wenn eine normale Wurzelkanalfüllung nicht möglich ist.
Torabinejad ist Autor vieler Publikationen auf dem Gebiet der Endodontie, darunter 16 der 100 meistzitierten Publikationen im Bereich der Endodontie. Torabinejad schrieb auch eine Reihe von Büchern mit seinem Co-Autor Richard E. Walton.